# 髙田純子
髙田 純子（たかだ じゅんこ、1989年9月23日 - ）は、栃木県出身のパチンコライター。身長:156cm。血液型:A型。

## 略歴・人物
デビュー前に知り合ったガイドワークスのかおりっきぃの紹介で、ガイドワークスのライターになった。2014年2月に『パチンコ必勝ガイド』（ガイドワークス）のライターとして本誌企画「サバイバー」でデビュー。
パチンコ★パチスロTV!などのパチンコ・パチスロ番組に出演。
2016年2月20日発売のパチンコ必勝ガイドＭＡＸ4月号にて、懐妊の報告。出産後の活動については『taka2choのブログ』にて今後も継続の方向性を示唆。2016年10月に女児を出産。
2021年 離婚したことを発表。
本人曰く「ビール＋つまみ/が大好物なヲタクズ。ラブライバー＊ことり神推し＊」。

## 出演

### ウェブ
- みんなのパチンコフェス2023（2023年11月3日、日本遊技機工業組合／KIBUN PACHI-PACHI委員会）[5]